# Eosphagnum
Eosphagnum é um género monoespecífico de musgos da família Ambuchananiaceae, cuja única espécie conhecida é Eosphagnum inretortum. A espécie foi durante muito tempo integrada no género Sphagnum, do qual foi segregada com base em diferenças morfológicas e genéticas.